# Drageman Dey
Drageman Dey is een evenement in Suriname dat recht doet aan de kistdragers tijdens een begrafenis, 'dragemans' genaamd. De dag wordt op de eerste zondag vanaf 20 september gehouden.

## Achtergrond
Het evenement wordt vooral in stand gehouden door creolen op de plantages en gaat gepaard met een showdag. Dansende dragemans zijn geen verplicht element tijdens een begrafenis, maar zijn er alleen op verzoek van de nabestaanden.
De dansen tijdens het dragen van de kist zijn volgens het ritueel schijnbewegingen om te voorkomen dat de geest van de overledene de dragers zou kunnen volgen. Het maakt deel uit van meerdere Surinaamse begrafenisrituelen met uiteindelijk het doel om de ziel van de overledene vrij te maken. De dansen en de muziek ook ervaren als een soort rouwverwerking voor de nabestaanden.

## Geschiedenis
Het evenement werd in 2003 voor het eerst gehouden in Coronie. Het was toen een initiatief van Stanley Faria en Eduard Summerville. Er werd alleen een Dinari Dey voor vrouwen gehouden. Om ook met een dag voor mannen te komen, is toen Drageman Dey ontwikkeld. Tijdens het evenement worden shows gegeven door draaggroepen die gesteund worden door een achterban die meegekomen is naar het evenement. Er zijn meer  dan tien dansgroepen die elk vijf minuten lang optreden. Er is muzikale begeleiding bij van een bazuinkoor.
Sinds de organisatie in 2015 in handen lag van Hodi Mihi Cras Tibi (heden ik, morgen gij) is het evenement in populariteit toegenomen. In dat jaar werd een wedstrijdelement aan het evenement toegevoegd. In 2019 werden de jurering met prijzen weer afgeschaft.

## Galerij
| Drageman Dey in 2019 |
| Drageman Dey in 2019 |